# Winnetka
Winnetka är en ort i nordöstra Illinois, USA, vid Lake Michigan cirka 26 km norr om centrala Chicago. Vid folkräkningen år 2010 bodde 12 187 personer på orten. 2011 rankades Winnetkas postnummer 60093 som det fjortonde rikaste postnummerområdet i USA.
Filmen Ensam hemma från 1990 med Macauley Culkin är delvis inspelad i Winnetka. Familjen McCallisters hus i filmen ligger i samhället.